# Бахтияр, Теймур
Теймур Бахтияр (перс. تیمور بختیار‎; 1914, Исфахан — 12 августа 1970, Багдад, Ирак) — иранский государственный деятель, 1-й руководитель САВАК (октябрь 1957 — июнь 1961). Генерал-лейтенант (Sepahbod) иранских вооружённых сил.

## Военная карьера
Теймур Бахтияр родился в 1914 году в Исфахане, в семье Сардара Моаззам Бахтияра, вождя влиятельного рода бахтияров. Бахтияры приобрели в последние десятилетия шахского режима в Иране большой вес (из этого племени была вторая жена шаха Мохаммеда Реза Пехлеви — Сорайя Исфандияри-Бахтиари, а также доктор Шапур Бахтияр — последний премьер-министр шахского правительства).
Теймур окончил французскую школу в Бейруте (1928—1933), учился во Франции в военной академии Сен-Сир (до 1935 г.). Затем он продолжил свои занятия в школе кавалерии Сомюр. В 1936 году молодой Теймур был уже в звании лейтенанта 2-го ранга в сухопутных силах. После возвращения в Иран Бахтияр начал работать в отделении шахского МВД; вскоре получил повышение по службе и стал старшим лейтенантом.
После Второй мировой войны, когда СССР отказался вывести свои войска из Ирана, в ряде регионов страны усилилось сепаратистское движение. В 1946 году, получив соответствующий приказ шахского правительства, Теймур принимает участие в усмирении региона Хамсе. Теймур Бахтияр организовал своего рода партизанскую борьбу против солдат Красной Армии и сепаратистского движения, в результате чего многие боевики-сепаратисты были убиты в столкновениях с про-шахскими силами. Подавив вооружённое сопротивление кочевых племён в Хамсе, правительство направило его в качестве губернатора в Захедан (иранский город, административный центр области Систан и Белуджистан).

## Переворот 1953 года и репрессии против оппозиции
В 1953 году, Теймур Бахтияр, будучи командующим бронетанковой бригады округа Керманшах, поддержал генерала Фазлоллу Захеди против премьер-министра Мохаммеда Мосаддыка.
Во время операции «Аякс» Бахтияр поддерживал полковника Нассири и генерала Фазлоллу Захеди. Бахтияр согласился ввести свои войска в Тегеран в случае вооруженных столкновений со сторонниками Мосаддыка. После свержения правительства Мосаддыка, Бахтияр стал близким партнёром генерала Фазлоллы Захеди.
В декабре Бахтияр был назначен военным губернатором Тегерана. На новом посту Теймур Бахтияр действовал исключительно активно и решительно. Бахтияр объявил об обнаружении обширной шпионской сети коммунистов в правоохранительных и армейских структурах страны: офицеры армии, авиации, силовых структур, полиции и жандармерии и т.д.. Генерал Бахтияр сумел разыскать и задержать экс-министра иностранных дел в правительстве Мосаддыка — Хоссейна Фатеми, пытавшегося организовать вооружённое сопротивление новому иранскому правительству генерала Захеди (Фатеми подвергли жестоким пыткам и расстреляли). В сентябре-ноябре Бахтияр провёл широкую репрессивную кампанию против иранских коммунистов из партии «Туде» и арестовал 24 лидера партии; а также поймал убийцу прежнего премьер-министра страны Хаджи Али Размары — Халиля Тахмасеби. По профессии плотник, Тахмасеби был членом подпольной исламистской террористической организации «Федаине Ислами». 7 марта 1951 года он убил премьер-министра генерала Хаджи Али Размару, который несколькими днями ранее (3 марта) обнародовал доклад по нефтяному вопросу, отвергавшей идею национализации. С приходом к власти доктора Мохаммеда Мосаддыка, меджлис присвоил Халилю Тахмасеби почётные звания «Национального героя» и «Воина ислама», и вскоре он был освобождён из заключения. После августовского переворота его снова арестовали и казнили.
С августа 1953 по осень 1954 были арестованы около 660 наиболее рьяных сторонников свергнутого премьер-министра. Из них 130 человек были бывшими работниками нефтяных предприятий в Абадане. Значительная часть арестованных офицеров были членами партии «Туде». Все те, кто избежал расстрела, были приговорены к различным годам тюрьмы. 19 октября 1954 года был приведён в исполнение смертный приговор первой группе офицеров из «Туде». 30 октября расстреляли вторую группу офицеров-тудеистов в составе 6 человек, 8 ноября третью группу из 5 человек. А 10 ноября по приговору военного трибунала был казнён Хоссейн Фатеми. Перед казнью он был подвергнут зверским истязаниям
Заручившись полной поддержкой шахского двора и Запада, новое правительство обрушило жестокие репрессии против членов промосаддыковских и левых организации, деятелей, известных своими антимонархическими взглядами. Правительству удалось сломить почти всё военное и политическое сопротивление оппозиции. В течение всего 1953 года ещё продолжались незначительные разрозненные вооруженные выступления представителей оппозиции против военного правительства. Весной 1954 года аятолла Кашани, публицист Хоссейн Макки и другие лидеры правых националистов сделали попытку организовать массовые выступления против правительства Захеди. Однако начавшиеся по их призыву демонстрации не привели к изменению существовавшей ситуации. Двор и правительство уже к этому времени стали хозяевами положения, установив полный контроль над армией, полицией и жандармерией, укрепив шахскую гвардию.
Августовский переворот 1953 года привёл к значительному изменению общественно-политической обстановки в Иране: пришёл конец периоду своеобразного двоевластия, одной из главных черт которого было острое соперничество, а временами — противостояние, между шахским двором и правительством; началось восстановление полной авторитарной власти шаха и традиционного статуса господствующего слоя.

## Бахтияр во главе САВАК (октябрь 1957 — июнь 1961)
Формирование шахской тайной полиции проходило при интенсивной помощи инструкторов из ЦРУ и Моссада. В 1954 году Теймур Бахтияр получил очередное повышение по службе — шах произвёл его в трехзвездные генералы.
В октябре 1957 года Пехлеви назначил его главой создаваемой заново иранской службы безопасности — САВАК (Бахтияр был к этому времени уже бригадным генералом). Генерал Бахтияр безжалостно боролся с любой оппозицией шахскому режиму, — начиная коммунистическими и кончая лево-исламистскими организациями и группами. Все оппозиционные партии и группировки были уничтожены, либо загнаны в подполье.
Под начальством генерала Бахтияра, САВАК превратился в эффективное секретное агентство внутренней безопасности по борьбе с врагами монархического режима династии Пехлеви.
После того, как в мае 1961 года премьер-министр Джафар Шариф-Эмами был вынужден уйти в отставку из-за продолжавшихся демонстраций против масштабной фальсификации на состоявшихся парламентских выборах, Теймур Бахтияр надеялся стать новым премьер-министром. Шах сделал ставку на Али Амини. Затем Бахтияр связался с американским посольством, с целью заручиться их поддержки "переворота" против Амини. Удивленный американский посол сообщил шаху о планах Бахтияра. Вскоре Бахтияр был снят с должности главы САВАК и выслан за границу. В армии и спецслужбах были проведены чистки от сторонников Бахтияра: были арестованы и заключены в тюрьмы 32 генерала и 270 полковника.
Как ни странно, сам Али Амини был «человеком» Джона Кеннеди, что в итоге и стало одной из главных причин его отставки (19 июля 1962 года) под сильным давлением шаха. Перестановки в органах спецслужб шах предпринял из-за роста недоверия самого шаха к администрации Дж. Кеннеди. Новым руководителем САВАК стал генерал Хассан Пакраван.

## Эмиграция и антишахская деятельность Бахтияра
В январе 1962 года Бахтияр покинул страну и первое время проживал во Франции, а вскоре обосновался в Женеве (Швейцария, затем перебрался в Ливан). 
Бахтияр надеялся, что изгнание продлится недолго, - он рассчитывал, что его семья и друзья приложат все усилия, чтобы изменить позицию шаха и ему будет позволен вернуться в Иран. После того, как замысел Бахтияра потерпело неудачу, он попытался вернуться в Иран «другим способом». Бахтияр начал налаживать связи с рассеянными по всей Европе, Ираку и Ливану иранскими диссидентами; от аятоллы Хомейни до лидеров партии «Туде» (Реза Радманеш — Генеральный секретарь партии) и сепаратистов, боровшихся за отделение от Ирана Южного Азербайджана (лидер Махмуд Панахиан — «Военный министр» сепаратистского движения).
Высланный из партии «Туде», генерал (доктор) Махмуд Панахиан, в мае 1970 года, по приглашению иракских правительственных чиновников приехал в Багдад. В Ираке доктор Махмуд Панахиан имел плодотворные беседы с множеством иранских диссидентов, а также с лидерами иранской оппозиции, а именно, с главными из них, — доктором Морад Азиз Размаваром и с генералом Теймуром Бахтияром.
В течение следующих нескольких месяцев доктор Махмуд Панахиан начал принимать на работу в спешно созданную им самим (при помощи иракских властей) организацию людей, которая открыто была враждебно настроена по отношению к иранскому режиму. Он организовывал радиопередачи антишахского содержания, опубликовывал материалы антимонархического характера. В этот же период он издал свою главную работу, начатую им ещё в городе Баку: «Географический словарь иранской нации». По данным САВАК, члены данной организации проходили подготовку в Ираке и лагерях палестинских партизан в Ливане.
Незадолго до убийства Бахтияра, Махмуд Панахиан, получил личное приглашение от генерала сопроводить его на запланированную охоту и самому принять участие в охотничьей партии, но доктор Панахиан любезно отклонил данное предложение, сославшись на занятость.
Генерал Бахтияр умело использовал контакты, которые он выстроил в течение 4-х летнего руководства САВАК. Он принимал активное участие во всех мероприятиях, оппозиционных шаху.
В 1967 году Бахтияру было предъявлено обвинение в причастности к попытке убийства шаха. 23 сентября 1967 года он был заочно приговорен к смертной казни. В Ираке Бахтияр пытался связаться со всеми оппозиционными группами. Поэтому он попытался встретиться с Хомейни, который в то время проживал в Эн-Наджафе. Однако нет никаких доказательств того, что данная встреча имело место. Бахтияр добился большего успеха с представителями коммунистической партии «Туде». Поэтому он тайно встретился с первым секретарем партии Резой Радманеш. Однако, информацию про эту встречу в Тегеран передал агент САВАК Аббас Шахрияр, который был внедрен в партию «Туде», что привело к исключению Резы Радманеш из партии. Эта информация стала достоянием общественности только после развала ГДР благодаря беспрепятственному доступу к архивам «Штази». Мохаммад Пур-Хормозан, главный теоретик Партии «Туде» по экономическим вопросам, работал агентом государственной безопасности ГДР. Пур-Хормозан регулярно отправлял в ГДР подробные отчеты о деятельности партии «Туде», и регулярно встречался с сотрудниками государственной безопасности.
Новый генеральный секретарь «Туде» (с 1969 г.) Ирадж Искандери объявил об исключении из партии Панахиана и Радманеша, которым было предъявлено обвинение в «политической деятельности по собственной инициативе». Никаких дополнительных подробностей коммунисты не предоставили, но несколько недель спустя САВАК предоставил свою версию. САВАК утверждал, что имел доказательства того, что Радманеш и Панахиан стали жертвами собственной партии за неспособность осуществить сотрудничество с Бахтияром.
Сообщалось, что до визита в Германию в июне 1967 года шах получил сообщение о том, что Бахтияр планировал покушение на него. «Беспрецедентные демонстрации против шаха во время его визита в Германию, которые привели к гибели молодого немецкого студента Бенно Онезорга, сильно разозлили шаха. Он начал подозревать, что Бахтияр приложил руку к демонстрациям». Генерал Хасан Алави-Кия (глава отдела САВАК по Европе) был освобожден с должности через два дня после возвращения шаха. В этот момент шах был убежден, что генерал Киа был связан с Бахтияром. САВАК получил от шаха указание начать «охоту и ликвидировать предателя Бахтияра».
12 апреля 1968 года Бахтияр прибыл в Ливан, а в мае был арестован в за "контрабанду оружия". Затем ливанские чиновники проинформировали об этом иранское посольство в Бейруте. Поскольку иранские суды преследовали Бахтияра по обвинению в "государственной измене", 13 мая иранское правительство обратилось к ливанскому правительству с просьбой передать Бахтияра иранским судебным органам. Данная просьба иранцев основывалась на принципе сотрудничества судебных органов и уголовного кодекса Ливана, касавшаяся выдачи преступников. Но Бахтияру удалось выйти из заключения и эмигрировать в Ирак. В 1969 году иранский парламент принял закон, по которому Теймур Бахтияр лишался всех военных звании, а его все его движимое и недвижимое имущество было конфисковано.
После отказа ливанских властей выдать беглого генерала, в конце августа Иран принял ответные меры, введя ограничения на контакты и торговлю с Ливаном. Власти Ливана, не желая портить отношения с Тегераном, сделали заявление, в котором говорилось, что «Ливан с его политикой открытости... с нетерпением ожидает восстановления нормальных отношений с дружественным государством Иран».

### КГБ против Теймура Бахтияра
Существует версия, что КГБ СССР было причастно к делу по дискредитации Теймура Бахтияра. При рассмотрении данной версии принимается к сведению участие Бахтияра в разгроме просоветских сепаратистских движении в 1945-1946 гг. Этого КГБ не могло простить даже 20 лет спустя. Ливанские чиновники стремились не допустить ареста генерала Бахтияра. Но именно КГБ всколыхнуло дело Бахтияра. КГБ распространило слух, что Бахтияр был агентом ЦРУ, который приехал в Бейрут, чтобы организовать свержение иранского шаха.
В то время у КГБ получало оперативную информацию непосредственно из иранской разведки. Бахтияр знал, что САВАК и КГБ были действовали "сообща" в Бейруте. Именно КГБ профинансировало публикацию нескольких статей в правой прессе о деятельности Бахтияра, в которых поддерживалась просьба Ирана об экстрадиции Бахтияра. Однако ливанское правительство придерживалось своих собственных законов и изгнало Бахтияра, когда он отбыл свое наказание. Бахтияр отправился в Ирак. Тем временем КГБ раздул дело Бахтияра до такой степени, что Ливан и Иран разорвали дипломатические отношения. Это было расценено как большой успех для КГБ в подрыве "капиталистической системы". Кроме того, КГБ на время "нейтрализовало" иранскую разведку. Сотрудники КГБ не скрывали, что могут "физически ликвидировать" Бахтияра.

### Ликвидация генерала Бахтияра агентами САВАК
Деятельность генерала Бахтияр вызвала большую тревогу и озабоченность шахского двора. Иранское правительство объявило Бахтияра в международный розыск, после чего он перебрался в Ирак, правительство которого ни в коем случае не выдало бы его властям Ирана. Обосновавшись в Ираке, генерал Бахтияр вступил в альянс с Саддамом Хусейном против шаха. Здесь он создал антишахский центр, в деятельности которого принимали участие, в частности, представители партии «Туде».
Шах дал жёсткие указания новому директору САВАК генералу Нассири — во что бы то ни стало ликвидировать «предателя» Бахтияра. Созданная самим же Бахтияром, модернизированная и доведенная до совершенства генералом Нассири секретная служба САВАК начала работать против него самого. Была проведена сложная и многоходовая операция по розыску Бахтияра в Ираке: несколько специальных агентов САВАК захватили иранский пассажирский самолет, вынудив его приземлиться в Багдаде. Тем самым зарекомендовали себя перед иракскими властями как борцы с иранским шахским режимом и благодаря этому трюку они получили доступ к Бахтияру.
После того как агенты САВАК завоевали полное доверие окружения Бахтияра и его самого, в исполнение вступил сложный механизм действий со стороны саваковцев, итогом которого должно было стать ликвидация Бахтияра, но лишь таким образом, чтобы тень подозрений полностью легло бы на окружение и соратников Бахтияра.
Агенты САВАК достигли такого уровня доверия со стороны Бахтияра, что им даже было предложено обосноваться внутри особняка генерала в Багдаде. По всей вероятности, убийцы из САВАК смогли бы ликвидировать генерала Бахтияра в его собственном доме, наряду с его сыновьями и женой ещё в более раннее время. Однако, возможности для спасения бегством были мизерными, поскольку Теймур Бахтияр был очень важным лицом для иракского правительства, и он был под постоянной охраной сотрудников иракских спецслужб. Бахтияра постоянно охраняли иракские телохранители. Поэтому был выбран сценарий спецоперации, по которому убийца из САВАК должен был действовать в одиночку.
Бахтияр был приглашен на охоту в Дияла, недалеко от иракско-иранской границы. Его сопровождал один иранский и один иракский телохранители. 9 августа 1970 года, во время совместной охоты, агент САВАК, выбрав удобный момент для исполнения приказа, выстрелил в генерала Бахтияра из пистолета, ранив того в плечо. Генерал выронил свою винтовку и упал на колени. На выстрел немедленно отреагировал иракский телохранитель Бахтияра и попытался нейтрализовать убийцу из АК-47, но тут же был застрелен, получив пулю в лоб. Сразу осознав, что находится в смертельной опасности, генерал Бахтияр попытался достать револьвер левой рукой, но не успел его даже вытащить, как получил 5 выстрелов в туловище и один в левую руку. Данное убийство было осуществлено профессионально и детально сфабриковано по заранее задуманному плану. Убийца все подстроил таким образом, что происшествие походило на несчастный случай.
После совершения убийства агент САВАК быстро покинул место преступления, направляясь к иранской границе. Испытывая недостаток в специальном вооружении и амуниции, а также не владея опытом выживания в подобной ситуации, убийца недооценил летнюю высокую температуру иракской пустыни, но все же сумел преодолеть большой путь в сторону иранской границы. Ему не удалось добраться до намеченной цели и он был схвачен иракской пограничной службой всего лишь в нескольких километрах от иранской границы. Он был доставлен живым в Багдад и судьба этого человека до сих пор остается неизвестной.
Также неизвестно, где убийца прошёл обучение на владение стрелковым оружием и где он получил данную модель пистолета, из которого им было совершено убийство. Генерал Бахтияр сразу же, со многими огнестрельными ранениями, был доставлен в центральную больницу Багдада, где ему сделали хирургическую операцию, но Бахтияр умер от массивного внутреннего кровотечения.
Убийство генерала Бахтияра рассматривалось на самом высшем уровне, но расследование этого инцидента, проведенное баасистским руководством Ирака, не выявило ничего подозрительного.
Лишь спустя много лет шах Мохаммед Реза Пехлеви, уже после победы Исламской революции 1979 года, когда он потерял власть над Ираном и находился в изгнании, признался в одном из интервью французскому биографу и журналисту, Жерару де Виллье, что Бахтияр был уничтожен по его личному указанию.